# Grupo Petrópolis
Die Grupo Petrópolis ist die zweitgrößte Brauereigruppe in Brasilien. Die Privatbrauerei produziert an acht Standorten Bier, Erfrischungsgetränke und Wodka.

## Geschichte
Der 1955 geborene Walter Faria kaufte 1998 eine Brauerei in Petrópolis. Er konnte aus dieser Brauerei eine Brauereigruppe entwickeln, in der 26.000 Mitarbeiter jährlich über 20 Millionen Hektoliter Bier brauen. 2010 erwarb das Unternehmen eine Lizenz zur Produktion von Weltenburger Bier. Walter Faria übergab 2019 in Zusammenhang mit seiner Verhaftung die Geschäftsführung an seine damals 28-jährige Tochter Giulia Faria.
In Zusammenhang mit einer Insolvenz Anfang 2023 und Schulden in Höhe von 5.6 Milliarden BRL wurde im Oktober 2023 gerichtlich ein Sanierungsplan genehmigt.

## Standorte
Die Brauereien befinden sich in
- Alagoinhas
- Boituva
- Bragança Paulista
- Itapissuma
- Petrópolis
- Rondonópolis
- Teresópolis
- Uberaba (seit 2020)[7]

## Marken

### Biere
- Itaipava
- Crystal
- Lokal Bier
- Black Princess
- Petra
- Weltenburger

### Erfrischungsgetränke
- TNT Energy Drink
- Ironage (Isotonisches Getränk)
- Petra

### Wodka
- Nordka